# La Mojonera
La Mojonera este o municipalitate și un oraș din provincia Almería, Andaluzia, Spania cu o populație de 7.900 locuitori.